# 91-я авиационная дивизия
91-я авиационная дивизия, также 91-я смешанная авиационная дивизия — воинское соединение Вооружённых Сил СССР в Великой Отечественной войне.

## История
Управление дивизии формировалась в августе 1941 года в Ленинграде.
В составе действующей армии с 31 августа 1941 года по 7 февраля 1942 года.
Данных о боевых действиях и составе дивизии не имеется, в течение всей боевой деятельности наряду с 90-й авиационной дивизией существовала только в виде управления.
7 февраля 1942 года управление дивизии расформировано.

## Подчинение
| Дата            | Фронт (округ)       | Армия                   | Корпус | Примечания |
| --------------- | ------------------- | ----------------------- | ------ | ---------- |
| 01.10.1941 года | Ленинградский фронт | -                       | -      | -          |
| 01.11.1941 года | Ленинградский фронт | -                       | -      | -          |
| 01.12.1941 года | Ленинградский фронт | Приморская группа войск | -      | -          |
| 01.01.1942 года | Ленинградский фронт | -                       | -      | -          |
| 01.02.1942 года | Волховский фронт    | -                       | -      | -          |